# Federacja Stowarzyszeń Naukowo-Technicznych NOT

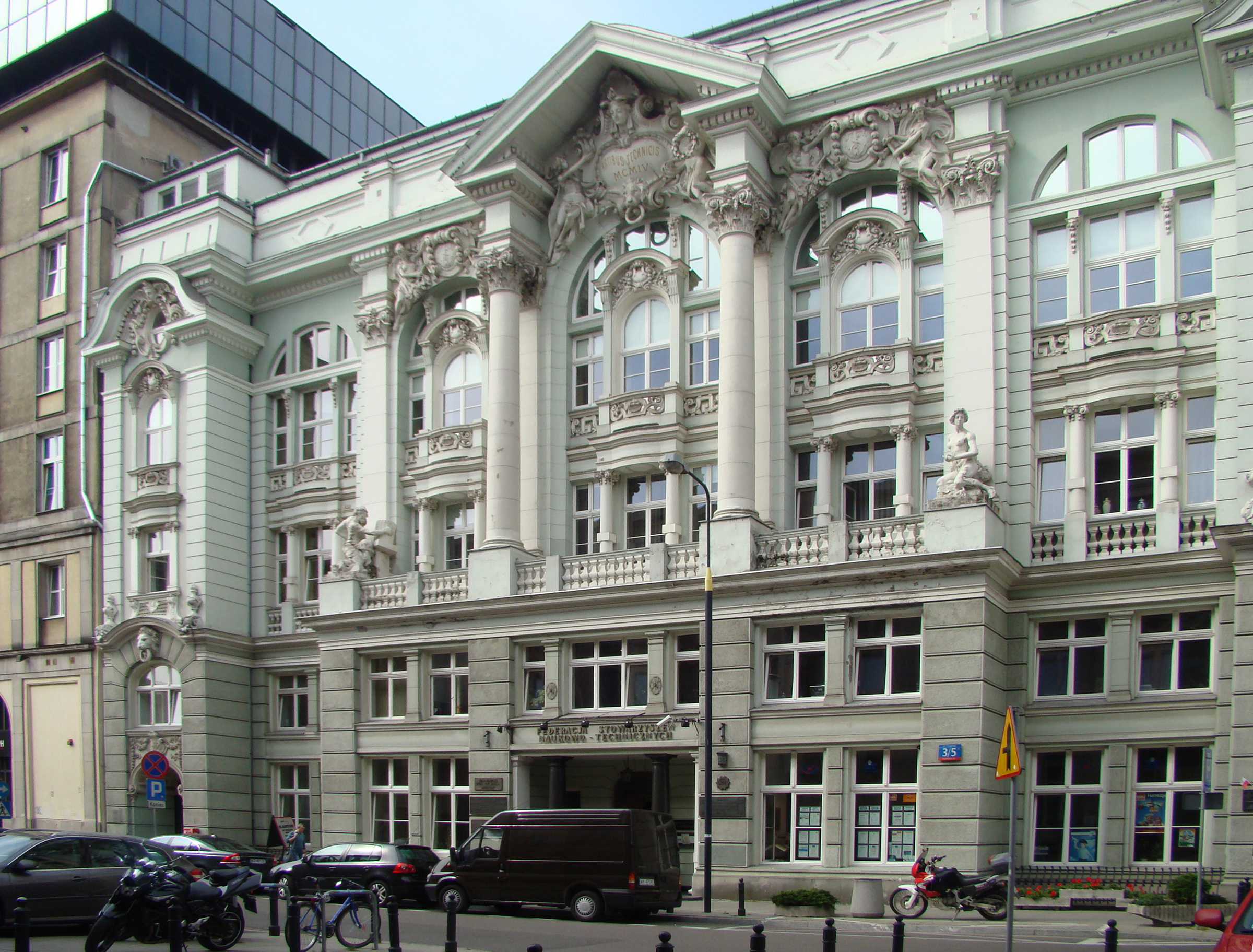
Gmach siedziby NOT przy ul. Czackiego w Warszawie

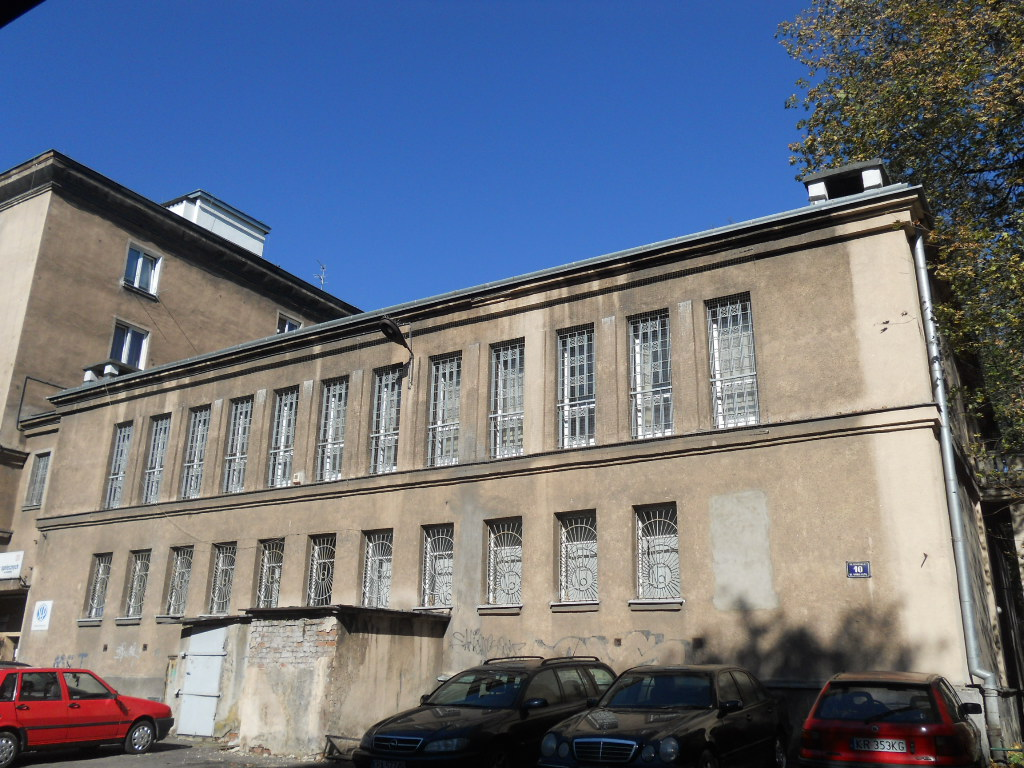
Budynek NOT na Osiedlu Centrum C w Krakowie

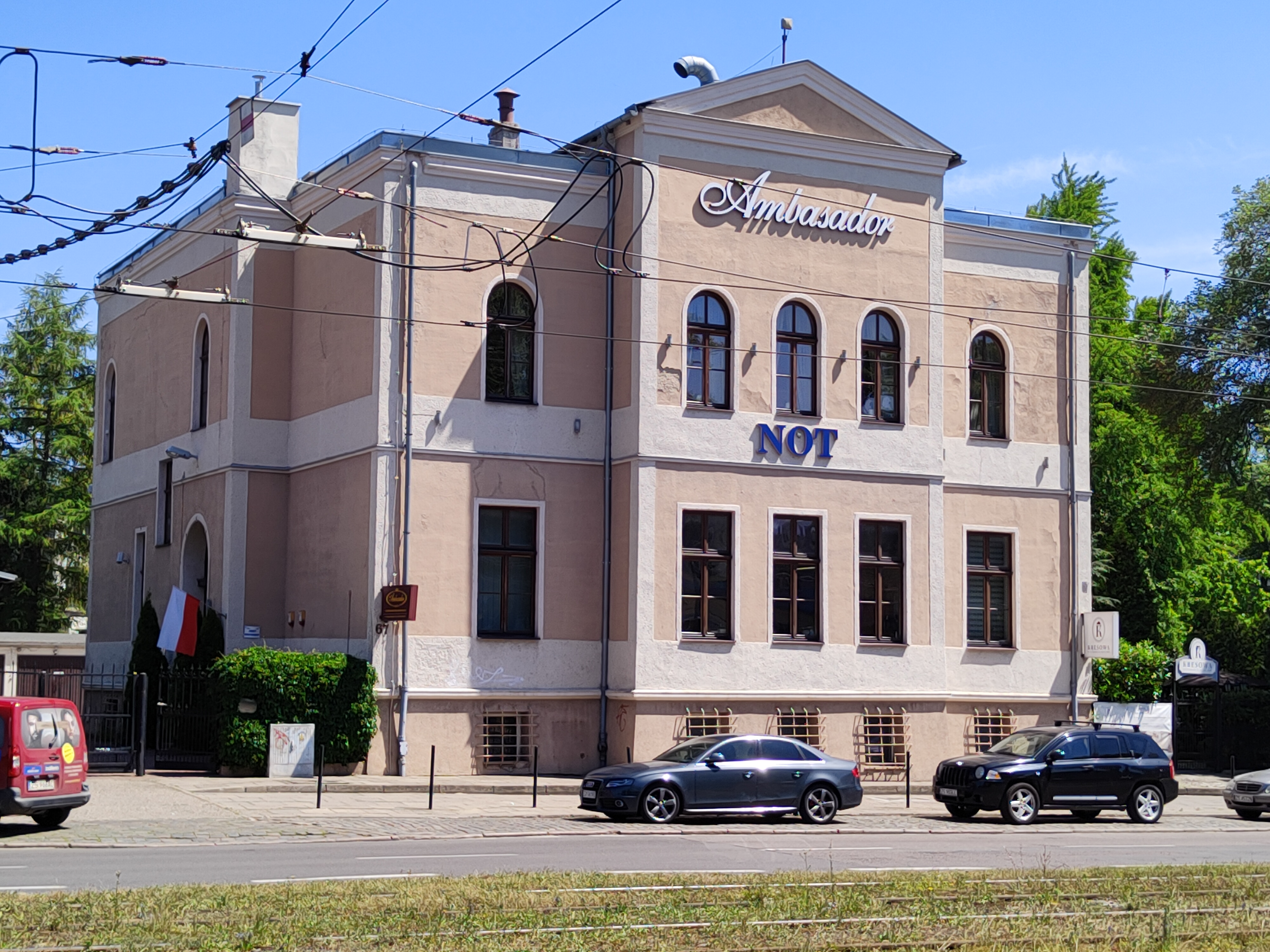
Willa NOT współdzielona z SEP w Szczecinie

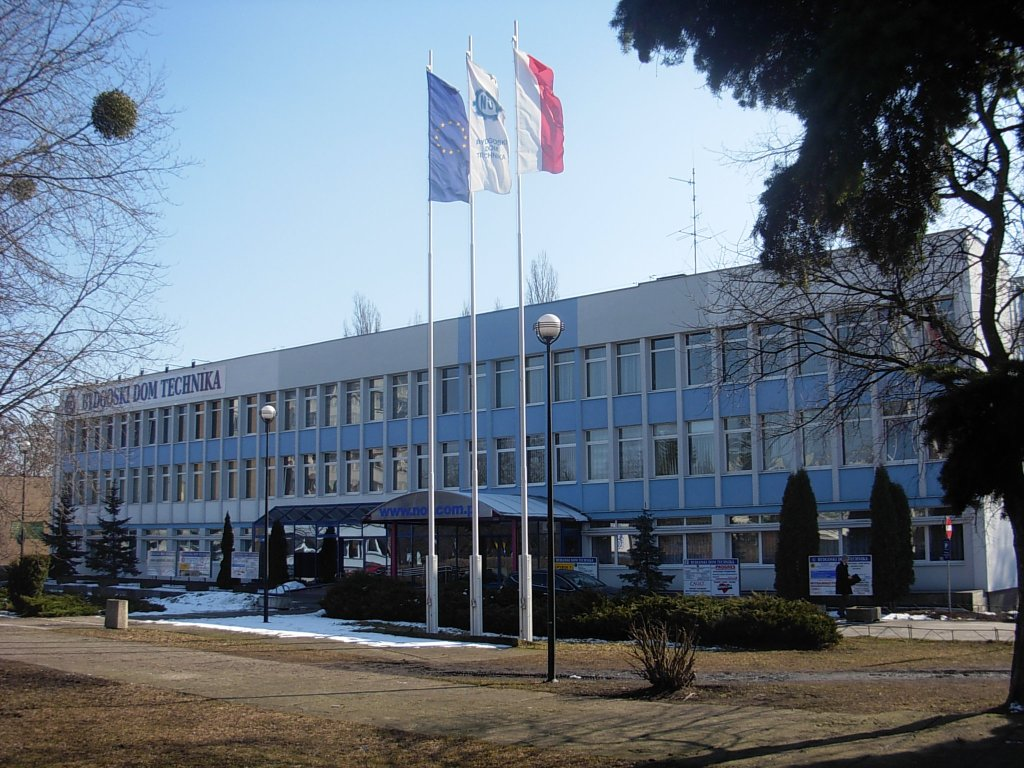
Bydgoski Dom Technika NOT w Bydgoszczy

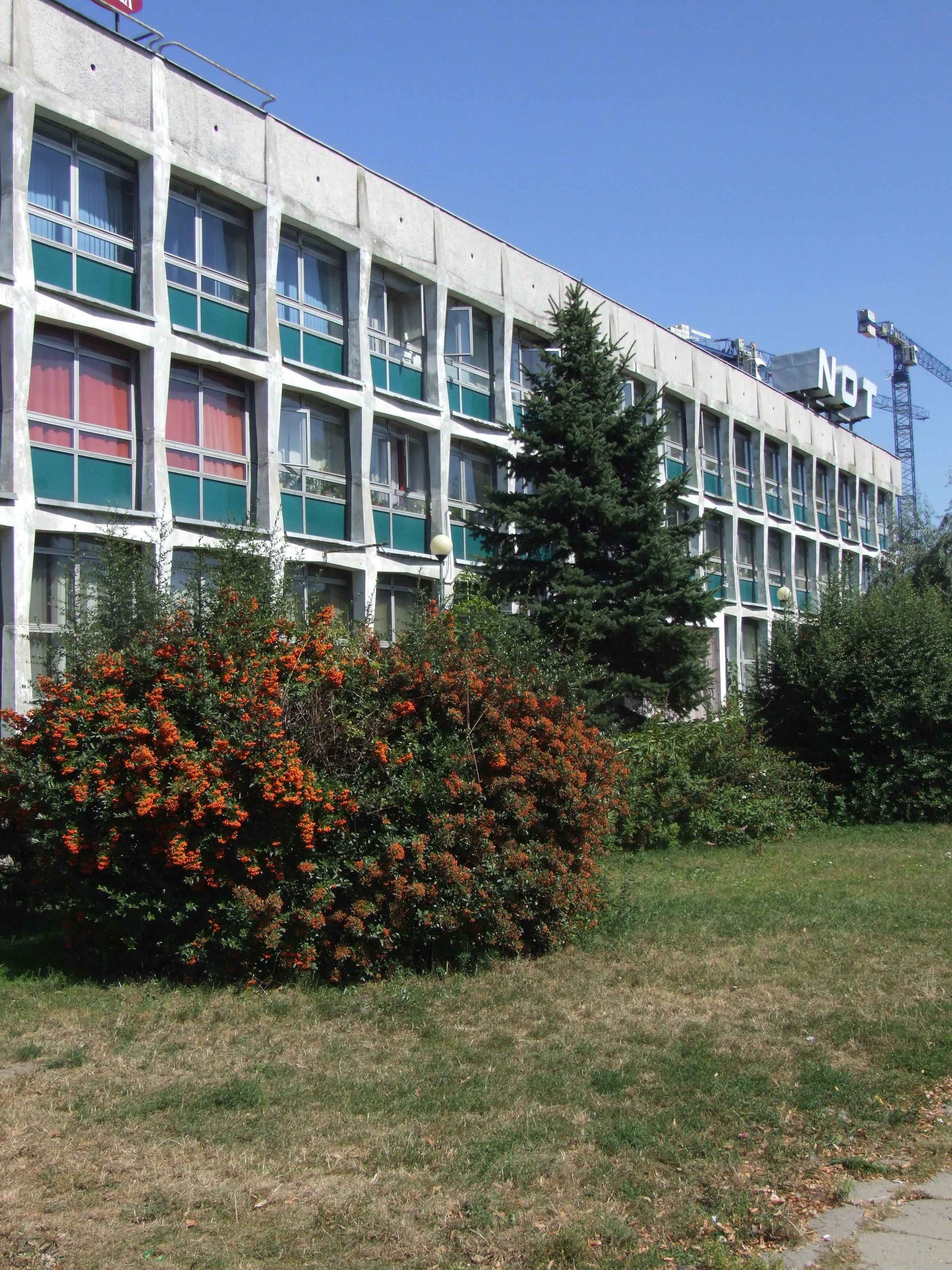
Dom Technika w Radomiu

Naczelna Organizacja Techniczna Federacja Stowarzyszeń Naukowo-Technicznych (wcześniej Naczelna Organizacja Techniczna, NOT) – związek stowarzyszeń naukowo-technicznych o tradycji zapoczątkowanej przez założone w 1835 w Paryżu Towarzystwo Politechniczne Polskie. Od 1905 r. ma stałą siedzibę w Domu Technika w Warszawie, przy ul. Czackiego 3/5.
Naczelna Organizacja Techniczna jako związek Stowarzyszeń Naukowo-Technicznych reprezentuje społeczność techniczną, integruje polskich techników i inżynierów, działa na rzecz wzmocnienia roli środowiska technicznego: współtwórcy postępu cywilizacyjnego i zrównoważonego rozwoju.

## Historia

### Początki zrzeszania
Dokonujące się zmiany na przełomie XVIII i XIX wieku zapoczątkowały rewolucję techniczną wpływającą na produkcję oraz zmianę bytu materialnego człowieka. Początek zrzeszania się polskich inżynierów i techników wywodzi się od Towarzystwa Politechnicznego Polskiego utworzonego 15 marca 1835 r. w Paryżu z elit Wielkiej Emigracji kierowanego przez gen. Józefa Bema. Po powstaniu listopadowym w 1831 roku około 30% emigrantów wybierało technikę jako swoje pole działania, co miało służyć łatwiejszemu odnalezieniu pracy na emigracji.
„Emigracja polska, mająca sposobność doskonalenia się za granicą we wszystkich częściach nauk, sztuk i kunsztów, powinna uważać za święty obowiązek przysposabiać dla Ojczyzny synów zdatnych i utalentowanych, aby kiedyś wróciwszy do kraju przesadziła na ziemię ojców swoich, grubą żałobą pokrytą, rozkwitłe dla niej za granicą wszelkiego rodzaju gałęzie, które by po całej ziemi polskiej rozrzucone hojnie się wkrótce zrodzić mogły”.
Kolejne zabory nie stłumiły w ludziach środowiska technicznego potrzeby jednoczenia i zrzeszania się i tak powstawały kolejne inicjatywy:
- Towarzystwo dla Pielęgnowania i Rozpowszechniania Wiadomości Technicznych, Przemysłowych i Przyrodniczych w zaborze austriackim,
- Wydział Przyrodniczy Poznańskiego Towarzystwa Przyjaciół Nauk w zaborze pruskim,
- Sekcja Techniczna w Warszawskim Oddziale Towarzystwa Popierania Rosyjskiego Przemysłu i Handlu w zaborze rosyjskim.

W roku 1898 powołano Samodzielne Stowarzyszenie Techników w Warszawie, które zapoczątkowało budowę Domu Technika.
W związku z potrzebą ciągłego żywego kontaktu między organizacjami technicznymi zapoczątkowano organizację zjazdów techników Polskich – pierwszy zjazd pod nazwą „I Zjazd Techników Polskich” odbył się 8–10 września 1882 r., a jego inicjatorem było Towarzystwo Politechniczne we Lwowie.
Kolejne zjazdy uświetniali również polscy inżynierowie i technicy pracujący w państwach Azji, Afryki, Ameryki, czy nawet Australii.
Popularyzacja zdobyczy techniki stawała się tematem coraz bardziej powszechnym w środowiskach technicznych, a kluczową rolę spełniały w tym zakresie czasopisma techniczne, których prekursorem była „Izys Polska”, a następnie ukazujący się od 1866 r. „Przegląd Techniczny”.

### Losy inżynierów w latach 1914–1918
Główną formą działalności Stowarzyszeń Technicznych w tym okresie była organizacja odczytów, które cieszyły się bardzo dużą popularnością. W kręgach technicznych wiązała się wielka nadzieja, że wojna, która dosięgnie Europę, będzie wielkim przewrotem politycznym, a zarazem okazją do sprawiedliwości dziejowej – odzyskania przez Polskę niepodległości, a co za tym idzie, środowiska techniczne będą miały szansę prężnie się rozwijać w kierunku praktycznym. Wielu członków Polskiego Towarzystwa Politechnicznego (PTP) zgłosiło się do Legionów Józefa Piłsudskiego. Wkroczenie 5 sierpnia 1915 roku wojsk niemieckich do Warszawy zmieniła radykalnie sytuację polityczną, w wyniku której organizacje techniczne włączyły się do głośnego upominania się o prawo narodu polskiego do niepodległości.

Naród jako organizm nieśmiertelny, choć pozbawiony własnej państwowości i poćwiartowany nie zatracił duszy wewnętrznej, siły odrodczej i świadomości swych praw do bytu samodzielnego.

Te prawa narodu polskiego, pomimo wszelkich przeciwności, nigdy nie zostały przedawnione, a dziś nadeszła chwila, gdy zgodnie z proroctwem wieszczów naszych, świat cały jawnie prawa te za ważne i uzasadnione poczytuje. Rządy stron walczących odbudowanie Polski za program swój uznają.
Walka dzisiejsza o wolność narodów, to uznanie świata dla praw narodu polskiego, jego bytu samodzielnego, a ponad wszystko wewnętrzna świadomość i siła, pragnienie niezłomne, miłości ojczyzny i gotowość do ofiar dla niej stanowią podwalinę uzasadnionej nadziei, która przenika serca nasze i mówi Polska będzie (…).

Jako technicy, świadomi praw, rządzących siłami, obliczmy siły nasze, zbadajmy zadania, które podjąć należy, złączmy się tak, aby wyniki pracy wzmocnić, skierujmy ją ku dobru Ojczyzny naszej, pomni, iż pracą i solidarnością narody stoją.

Utrata bytu państwowego skłoniła Polaków do ucieczki w nauki humanistyczne, które nadawały narodowi poczucie wspólnoty. Uznając, iż skomplikowane dzieje polityczne Polski były powodem zacofania gospodarczego, technicy chcieli rozpocząć z nim walkę. Organizacje techniczne proklamowały konieczność skupienia się na gospodarczych opóźnieniach kraju oraz konstatowały lekceważenie zacofania gospodarczego w stosunku do państw Europy Zachodniej. Mimo niedostatecznego rozwoju przemysłu polskiego optymistycznie zapatrywano się na rozpoczynający się proces przemian. Wielką wagę zaczęto skupiać wokół energii wodnej, górnictwa i przemysłu żelaznego i chemicznego oraz na roztoczeniu nad tymi gałęziami przemysłu odpowiedniej opieki.
Kluczową kwestią dla realizacji programu uprzemysłowienia i nadążenia za prężnie rozwijającą się Europą Zachodnią będą odpowiednio wyszkolone kadry techniczne, co za tym idzie, popularyzacja działalności technicznej oraz reforma szkolnictwa technicznego i zawodowego. Organizacje techniczne skupiły się na postulowaniu udostępnienia szkolnictwa zawodowego oraz wyższego szkolnictwa technicznego jak największej grupie młodych osób. Postulowano również o zatrudnienia inżynierów bezpośrednio w produkcji, upatrywano w tych działaniach klucz do odbudowy ekonomiczno-gospodarczej Polski.

### Organizacje techniczne w latach 1919–1939
Już od 1919 roku zaczęto odczuwać potrzebę centralizacji przedstawicielstwa stowarzyszeń technicznych w Polsce, co zaowocowało w 1922 roku utworzeniem Stałej Delegacji Polskich Zrzeszeń Technicznych z siedzibą w Warszawie przekształconej w 1924 roku w Związek Polskich Zrzeszeń Technicznych z siedzibą w Warszawie. Z początku związek zrzeszał 18 stowarzyszeń, a w kolejnych latach liczba stowarzyszeń wzrosła do 25 liczących razem 6300 członków. Związek Polskich Zrzeszeń Technicznych określił na Zjeździe w czerwcu 1924 r. podstawowe cele statutowe:
„Spełnienie łącznika między polskimi zrzeszeniami technicznymi, pełnienie przedstawicielstwa interesów techniki polskiej i polskich zrzeszeń technicznych połączonych w Związku, bronienie stanowiska społecznego i praw należnym technikom, dbanie o rozwój techniki polskiej, rodzimego przemysłu i wyzyskania przyrodzonych bogactw państwa, inicjowanie i badanie zagadnień technicznych, ogólnotechnicznych i administracyjnych, związanych z techniką i przemysłem”
Od 1936 roku istniały trzy organizacje techniczne, które zrzeszały po kilka stowarzyszeń technicznych:
- Związek Polskich Zrzeszeń Technicznych, jako organizacja mieszana stojąca na gruncie jedności polskiego świata technicznego
- Naczelna Organizacja Inżynierów RP
- Naczelna Organizacja Stowarzyszeń Techników RP

### II wojna światowa – wpływ na organizacje techniczne
Wybuch II wojny światowej zastał środowisko techniczne mocno podzielone, które z dnia na dzień ze względu na konieczność jednoczenia się zespalało się myślą i działaniem inżynierów i techników wokół nadrzędnej myśli, jaką było dobro Polski. Środowisko techników polskich podejmowało działania m.in. w zakresie organizacji tajnej produkcji broni, dostarczaniem aliantom opisów konstrukcji i technologii hitlerowskiej broni rakietowej. Widmo końca wojny mobilizowało polskich inżynierów i techników, którzy starali się zabezpieczać zakłady pracy przed dewastacją i zapobiec wywożeniu maszyn i urządzeń przemysłowych z kraju, a także koncentrowali się na uruchomieniu i odbudowywaniu warsztatów pracy.

### Czasy powojenne i aktualny status NOT
Po zakończeniu wojny życie stowarzyszeniowe zaczęło na nowo się odradzać. Szacuje się, że wojnę zdołało przetrwać na terenie Polski 7 tysięcy ludzi z wyższym wykształceniem technicznym i około 21 tysięcy techników. W 1945 roku stowarzyszenia techniczne oraz branżowe rozpoczynały wznawianie swojej działalności.
Reaktywacja środowisk technicznych, których organizacja byłą mocno rozwarstwiona przed wybuchem wojny skłoniła ich działaczy do podniesienia koncepcji utworzenia jednolitej ogólnopolskiej organizacji, która będzie zrzeszała wszelkie stowarzyszenia techniczne na szczeblu centralnym, jak i regionalnym.

NOT przypinka z 1991 – eksponat Muzeum Miniaturowej Sztuki Profesjonalnej Henryk Jan Dominiak w Tychach – wymiary 17,1 × 17,1 mm

12 grudnia 1945 roku grupa 50 przedstawicieli reprezentujących uczelnie, środowiska techniczne poszczególnych zawodów oraz reaktywowanych i utworzonych stowarzyszeń i związków technicznych podjęła decyzję o powołaniu Naczelnej Organizacji Technicznej. Nowa organizacja miała za zadanie reprezentować wszystkie dziedziny techniki i branże gospodarcze oraz interesy inżynierów i techników. Dostępna dla wszystkich z wyższym i średnim wykształceniem technicznym. 30 stycznia 1946 roku został przyjęty Statut NOT.
W ramach Naczelnej Organizacji Technicznej Federacji Stowarzyszeń Naukowo-Technicznych jest 40 branżowych Stowarzyszeń Naukowo-Technicznych – SNT, reprezentujących wszystkie dziedziny techniki, skupia ok. 120 tysięcy członków:
- Polski Związek Inżynierów i Techników Budownictwa – PZITB
- Stowarzyszenie Inżynierów i Techników Przemysłu Chemicznego – SITPChem
- Stowarzyszenie Elektryków Polskich – SEP
- Stowarzyszenie Inżynierów i Techników Górnictwa – SITG
- Stowarzyszenie Inżynierów i Techników Przemysłu Hutniczego w Polsce – SITPH
- Stowarzyszenie Naukowo-Techniczne Inżynierów i Techników Przemysłu Naftowego i Gazowniczego – SITPNiG
- Stowarzyszenie Geodetów Polskich – SGP
- Stowarzyszenie Inżynierów i Techników Przemysłu Materiałów Budowlanych – SITPMB
- Stowarzyszenie Inżynierów i Techników Komunikacji Rzeczpospolitej Polskiej – SITK
- Stowarzyszenie Inżynierów i Techników Leśnictwa i Drzewnictwa – SITLiD
- Stowarzyszenie Inżynierów i Techników Mechaników Polskich – SIMP
- Stowarzyszenie Inżynierów i Techników Ogrodnictwa – SITO
- Stowarzyszenie Naukowo-Techniczne Inżynierów i Techników Rolnictwa-SITR
- Polskie Zrzeszenie Inżynierów i Techników Sanitarnych – PZITS
- Stowarzyszenie Naukowo-Techniczne Inżynierów i Techników Przemysłu Spożywczego – SITSpoż.
- Stowarzyszenie Inżynierów i Techników Wodnych i Melioracyjnych – SITWM
- Polski Związek Stowarzyszeń Wynalazców i Racjonalizatorów – PZSWiR
- Stowarzyszenie Producentów i Użytkowników Materiałów Opakowaniowych i Opakowań „PROPAK”
- Polskie Stowarzyszenie Rzeczoznawców Wyceny Nieruchomości – PSRWN
- Stowarzyszenie Papierników Polskich – SPP
- Stowarzyszenie Włókienników Polskich – SWP
- Stowarzyszenie Inżynierów i Techników Pożarnictwa – SITP
- Polskie Towarzystwo Inżynierii Ekologicznej – PTIE
- Polskie Stowarzyszenie na rzecz Badań Technicznych i Atestacji – TEST Q
- Stowarzyszenie Techniczne Odlewników Polskich – STOP
- Polskie Towarzystwo Chirurgów Drzew – PTCHD
- Stowarzyszenie Techników Cukrowników – STC
- Polskie Stowarzyszenie Pomiarów, Automatyki i Robotyki „POLSPAR”
- Polskie Towarzystwo Historii Techniki – PTHT
- Towarzystwo Kultury Technicznej – TKT
- Towarzystwo Konsultantów Polskich – TKP
- Stowarzyszenie Polskich Wynalazców i Racjonalizatorów – SPWiR
- Ogólnopolskie Stowarzyszenie Inżynierów i Techników Systemów Zabezpieczeń POLALARM
- Polskie Stowarzyszenie Budowniczych Rurociągów
- Stowarzyszenie Techników Polskich w Wielkiej Brytanii
- Stowarzyszenie „Polski Ruch Czystszej Produkcji”
- Stowarzyszenie Inżynierów i Techników Metali Nieżelaznych
- Stowarzyszenie Inżynierów Polskich w Kanadzie
- Stowarzyszenie Polskich Chemików Kolorystów
- Stowarzyszenie Wspierania Techniki Polskiej – SWTP
- Polskie Stowarzyszenie Rzeczoznawców i Biegłych Sądowych

FSNT-NOT jest członkiem 46 międzynarodowych organizacji m.in.:
- Światowej Federacji Organizacji Inżynierskich WFEO(inne języki)
- Europejskiej Federacji Narodowych Stowarzyszeń Inżynierskich FEANI

## Obszary działalności i podmioty powiązane
Naczelna Organizacja Techniczna przyczyniła się do zmian w zakresie polskiej techniki m.in.:
- powołaniem licznych szkół inżynierskich,
- zorganizowaniem ustawicznego systemu doskonalenia kadr technicznych przez wprowadzenie specjalizacji zawodowej,
- rozwinięciem czasopiśmiennictwa naukowo-technicznego,
- budowaniem domów technika we wszystkich większych skupiskach kadry technicznej,
- stworzeniem systemu doradztwa i rzeczoznawstwa technicznego,
- zainicjowaniem i rozwinięciem działań na rzecz postępu technicznego oraz rozwoju ruchu wynalazczości i racjonalizacji,
- opiniowaniem projektów aktów normatywnych z zakresu nauki i techniki[6]

### Muzeum Techniki i Przemysłu NOT
W roku 1875 powstało w Warszawie Muzeum Przemysłu i Rolnictwa. Założycielami byli książę Jan Tadeusz Lubomirski, hrabia Józef Zamoyski, Jakub Natanson i K. Dietrich. Pierwsza siedziba muzeum mieściła się w wynajętym lokalu przy placu Krasińskich. Muzeum to nie tylko gromadziło eksponaty, ale odegrało też dużą rolę w kulturze, nauce, technice i nawet życiu gospodarczym ówczesnej Polski.
W 1929 roku powstaje Muzeum Techniki i Przemysłu, zlokalizowane w Warszawie częściowo przy ul. Krakowskie Przedmieście i ul. Tamka 1. Muzeum to zostało zorganizowane przez wybitnego polskiego inżyniera Kazimierza Jackowskiego, który był też jego dyrektorem do śmierci w Katyniu w kwietniu 1940 r. W wyniku II wojny światowej zbiory muzeum zostają rozproszone i muzeum przestaje istnieć.
Pomimo prób reaktywacji muzeum w okresie powojennym, możliwe się to stało dopiero we wrześniu 1952 roku w wyniku II Kongresu Techników Polskich, a opiekę nad Muzeum Techniki powierzono Naczelnej Organizacji Technicznej. W 1955 muzeum otrzymuje siedzibę w Pałacu Kultury i Nauki, a pierwsza wystawa odbyła się pod tytułem „Postęp techniczny w służbie człowieka”. W 2013 roku, wracając do tradycji, muzeum rozszerzyło nazwę, zmieniając ją na Muzeum Techniki i Przemysłu NOT.

### Centrum Innowacji
Centrum Innowacji powstało 1 maja 2005 roku na podstawie uchwały nr 5 Rady Krajowej Federacji Stowarzyszeń Naukowo-Technicznych NOT z dnia 29 stycznia 2005 r. Centrum Innowacji NOT jest ośrodkiem rozwoju działalności innowacyjnej FSNT-NOT, któremu powierzono realizację umów:
- umowy z Ministerstwem Nauki i Informatyzacji w sprawie projektów celowych dla małych i średnich przedsiębiorstw
- umowy z Ministerstwem Nauki i Informatyzacji o obsługę administracyjna projektu „ERA-NET”
- umowy z Polską Agencją Rozwoju Przedsiębiorczości na dofinansowanie projektu Sieć Ośrodków Innowacji NOT
- umowy z angielską firmą PERA na realizację międzynarodowego Projektu „META – MODAS”

W ramach działań promocyjnych na rzecz wspierania innowacji w sektorze MŚP oraz Umowy z Ministrem Nauki i Informatyzacji CI realizuje program „Program FSNT-NOT projektów celowych dla MŚP”, w ramach którego dofinansowuje badania stosowane i prace rozwojowe służące uruchomieniu nowych wyrobów lub wdrożeniu nowoczesnych technologii w małych i średnich przedsiębiorstwach.
Centrum Innowacji NOT aktywnie uczestniczy w dwóch projektach międzynarodowych:
- „Work in Net” w ramach programu unijnego ERA-NET
- „Meta – Modas” w ramach VI Programu Ramowego UE

Centrum Innowacji NOT uzyskało 14 lutego 2008 r. Certyfikat Systemu Zarządzania Jakością nr 309/SZJ/2008 potwierdzający spełnienie wymagań normy PN-EN ISO 9001:2001 w zakresie świadczenia usług informacyjnych i doradczych o charakterze proinnowacyjnym.

### Wydawnictwo SIGMA-NOT
SIGMA-NOT jest najstarszym i największym w Polsce wydawcą prasy fachowej o szeroko rozumianym ukierunkowaniu technicznym. Jako zorganizowana oficyna działa od 1949 roku, ale najstarszy wydawany przez nią tytuł – „Przegląd Techniczny” liczy sobie już ponad 140 lat. Inny tytuł, „Przegląd Elektrotechniczny”, wydawany jest od 1919 roku i jest najstarszym działającym czasopismem w Europie publikującym artykuły z dziedziny elektrotechniki.
SIGMA-NOT działa na terenie całego kraju i wydaje ponad 30 tytułów prasy fachowej, w których poruszane są tematy związane z budownictwem, chemią, dozorem technicznym, elektroniką i elektrotechniką, geodezją, gospodarką żywnościową, górnictwem, hutnictwem, papiernictwem, telekomunikacją, techniką opakowań, problemami jakości, przemysłem lekkim, ochroną środowiska oraz ochroną i bezpieczeństwem pracy.
Poza czasopismami, nieprzerwanie od 1952 roku SIGMA-NOT wydaje również „Terminarz Technika” – kalendarz zawierający podstawowe informacje techniczne.

### NOT Informatyka
NOT Informatyka Sp. z o.o. to podmiot powołany w wyniku wyodrębnienia Sekcji Informatycznej FSNT-NOT. W ramach procedury jego powoływania udziały objęli FSNT-NOT oraz pracownicy Sekcji Informatycznej FSNT-NOT. Jest to pierwszy podmiot w grupie FSNT-NOT, którego powołanie połączone było z przekazaniem udziałów w nowo utworzonej Spółce pracownikom i powierzenie pracownikom jej rozwoju. Strategicznym obszarem działalności Spółki jest tworzenie i rozwój aplikacji wspierających działalność statutową Federacji i stowarzyszeń w niej zrzeszonych.

## Inicjatywy podejmowane przez grupę Naczelnej Organizacji Technicznej

### Olimpiada Wiedzy Technicznej
Olimpiada przedmiotowa powstała w 1974 roku. W 1973 roku przeprowadzono „Zawody ze znajomości techniki” dla uczniów szkół województwa katowickiego, a w następnym roku, na podstawie Rozporządzenia Ministra Oświaty i Wychowania. Inicjatorem powołania Olimpiady jest dr Zygmunt Kalisz, wówczas pracownik naukowy Wydziału Techniki Uniwersytetu Śląskiego, a jednocześnie instruktor Katowickiej Chorągwi ZHP. Dzięki jego inicjatywie organizatorem Olimpiady stał się Związek Harcerstwa Polskiego, który pozyskał do współpracy przy jej organizacji Naczelną Organizację Techniczną. Na podstawie stosownego Rozporządzenia Ministra Oświaty i Wychowania pierwszy raz Olimpiadę Wiedzy Technicznej rozegrano w roku szkolnym 1974/1975.
Obecnie OWT jest rozgrywana na podstawie Rozporządzenia Ministra Edukacji i Sportu z 29 stycznia 2002 r. w sprawie organizacji oraz sposobu przeprowadzania konkursów, turniejów i olimpiad.
Celami Olimpiady jest m.in.:
- budzenie i rozwijanie wśród uczniów szkół ponadgimnazjalnych zainteresowania techniką,
- rozszerzenie zakresu i podnoszenie poziomu wiedzy i kultury technicznej wśród uczniów,
- rozwijanie i kształtowanie umiejętności technicznych i samodzielnego zdobywania wiedzy,
- wykrywanie i stymulowanie aktywności poznawczej młodzieży uzdolnionej, a w szczególności uzdolnionej technicznie,
- rozszerzanie współdziałania nauczycieli akademickich z renomowanych uczelni technicznych z nauczycielami szkół ponadgimnazjalnych w procesie kształcenia i wychowania młodzieży uzdolnionej,

Olimpiada Wiedzy Technicznej jest olimpiadą interdyscyplinarną rozgrywaną w dwóch grupach tematycznych:
- elektryczno-elektronicznej,
- mechaniczno-budowlanej[9].

Zawody podzielone są na 3 etapy:
1. zawody I stopnia (eliminacje szkolne) – polegają na rozwiązaniu zadań testowych i trzech z sześciu zadań tekstowych
2. zawody II stopnia (eliminacje okręgowe) – polegają na rozwiązaniu zadania z optymalizacji lub zadania informatycznego oraz dwóch z trzech zadań w danej grupie tematycznej
3. zawody III stopnia (eliminacje centralne) – polegają na rozwiązaniu dwóch z trzech zadań w danej grupie tematycznej oraz problemu technicznego. Odbywają się wiosną w wybranym mieście Polski[10].

Olimpiada rozgrywana jest na terenie całego kraju w 16 okręgach (województwa). Organizacją Olimpiady zajmuje się 19 Komitetów Okręgowych OWT z siedzibami w miastach wojewódzkich i 3 delegaturach (Tarnów, Bielsko-Biała, Siedlce). W skali ogólnopolskiej Olimpiadą kieruje Komitet Główny OWT. W skład Komitetu Głównego OWT wchodzą nauczyciele akademiccy, nauczyciele-metodycy oraz przedstawiciele stowarzyszeń naukowo-technicznych NOT. Pierwszym Przewodniczącym Komitetu Głównego OWT był profesor Janusz Tymowski. Po Jego śmierci pracami Komitetu Głównego OWT kierował profesor Tadeusz Puff. Obecnie Przewodniczącym OWT jest prof. dr hab. inż. Wojciech Radomski. Warto też wspomnieć, że Honorowym Przewodniczącym OWT był prof. Jan Oderfeld.
OWT zalicza się do 5 największych olimpiad pod względem liczby uczestników zawodów I stopnia, bywa, że zgłasza się ponad 10 tysięcy zawodników. Liczba szkół, które uczestniczą w Olimpiadzie, wynosi ponad 500. Do zawodów II stopnia kwalifikuje się około 1000 zawodników z blisko 200 szkół, a w zawodach III stopnia (finałowych) bierze udział około 50 finalistów, z czego wielu zostaje laureatami OWT. Laureaci i finaliści Olimpiady mają prawo do zwolnienia z etapu pisemnego egzaminu zawodowego. Wykaz zawodów, w których te uprawnienia obowiązują, jest co roku publikowany przez Centralną Komisję Egzaminacyjną.

### Konkurs Młody Innowator
Cykl konkursów „Młody Innowator” odbywający się od 2007 roku skierowany jest do uczniów szkół podstawowych, gimnazjów oraz szkół ponadgimnazjalnych.
Organizatorem konkursu jest Naczelna Organizacja Techniczna Federacji Stowarzyszeń Naukowo-Technicznych Zarząd Główny w Warszawie oraz Towarzystwo Kultury Technicznej pod patronatem Ministra Edukacji Narodowej.
Celem konkursu jest kształcenie umiejętności wykorzystywania posiadanej wiedzy w praktyce, rozwój pomysłowości i zaradności, rozwój wyobraźni, spostrzegawczości, wyczulenie na potrzeby rynku (nowe produkty, usługi).

### eNOT.pl – portal inżynierów i sympatyków techniki
Portal Naczelnej Organizacji Technicznej eNOT.pl to internetowy portal branżowy (Portal), przeznaczony dla Inżynierów, Techników oraz Sympatyków polskiej techniki. Portal integruje komunikacyjnie agendy NOTu, podmioty gospodarcze z udziałem FSNT-NOT oraz pisma będące własnością NOT m.in.:
- Biuro Zarządu FSNT-NOT
- Terenowe Jednostki Organizacyjne (TJO)
- Muzeum Techniki i Przemysłu NOT
- Centrum Innowacji NOT
- NOT Informatyka Sp z o.o.

Portal eNOT.pl zawiera informacje z zakresu:
- Techniki i inżynierii
- Bieżącej działalności operacyjnej FSNT-NOT
- Działalności statutowej FSNT-NOT
- Działalności agend FSNT-NOT

20 września 2012, z inicjatywy Zarządu Głównego FSNT-NOT, została utworzona spółka pod nazwą NOT Informatyka Sp. z o.o., przed którą zostało postawione zadanie opracowania założeń do pierwszej wersji „Zintegrowanej platformy informacyjnej FSNT-NOT”. Zarządzanie spółką zostało powierzone pomysłodawcy, członkowi Stowarzyszenia Elektryków Polskich i jednocześnie delegatowi do Rady Krajowej FSNT-NOT, Kamilowi Wójcikowi, który w 18 czerwca 2013 r. przedstawił na posiedzeniu Rady Krajowej założenia biznesowe projektu. Obecnie Portal eNOT.pl jest nie tylko platformą Komunikacji Terenowych Jednostek Organizacyjnych czy Zarządu Naczelnej Organizacji Technicznej Federacji Stowarzyszeń Naukowo-Technicznych, ale zawiera także informacje zarówno dla członków Stowarzyszeń Naukowo-Technicznych, poszukujących informacji z FSNT-NOT, jak i dla pozostałych użytkowników Internetu. W marcu 2015 roku pojawiły się treści publicystyczne, między innymi z najstarszej, polskiej gazety inżynierskiej – Przeglądu Technicznego. Dla użytkowników zalogowanych udostępniony został mechanizm wnioskowania i pierwszym wnioskiem jest wniosek o wydanie Karty Zawodowej Inżyniera.
Oprócz wymienionych treści, w Portalu można odnaleźć takie informacje:
- Struktura FSNT-NOT
- Skład osobowy Zarządów Głównego oraz poszczególnych Terenowych Jednostek Organizacyjnych
- Dane kontaktowe
- Historia FSNT-NOT i TJO

W eNOT.pl, po raz pierwszy w historii FSNT-NOT, zostały zintegrowane informacje dotyczące bieżącej działalności Federacji z treściami publicystycznymi tworzonymi przez redakcję Przeglądu Technicznego – jedno z najstarszych w Europie czasopism publicystycznych o tematyce ogólnotechnicznej.

### Karta Zawodowa Inżyniera (ENGCARD)
1 stycznia 2013 r. w Polsce, jako jednym z 9 pierwszych krajów, ruszyło wydawanie inżynierom Karty Zawodowej Inżyniera. Naczelna Organizacja Techniczna, będąc członkiem FEANI i WFEO, jest jedyną w Polsce instytucją uprawnioną do wydawania tego dokumentu.
ENGCARD ma na celu dostarczenie prostego narzędzia służącego certyfikowaniu i nadawaniu ważności kwalifikacjom posiadaczy karty. Karta Zawodowa Inżynierów Europejskich ma wpływać na ułatwienie mobilności oraz uznawania kwalifikacji zarówno w Europie, jak i na całym świecie, a także umacnia pozycję europejskiego inżyniera na globalnym rynku pracy.
Podstawą prawną ENGCARD jest traktat o Unii Europejskiej art. 39 dotyczący praw do swobodnego przepływu pracowników i artykuły 43 i 49 dotyczące swobodnego przepływu usług przyjętej Dyrektywy 2005/36 w spr. Uznawania Kwalifikacji Zawodowych oraz Decyzji nr 2241/2004/EC w spr. Jednolitych Ram Wspólnoty dla Przejrzystości (Transparentności) Kwalifikacji i Kompetencji EUROPASS dają możliwość dostarczania Kart Zawodowych w celu ułatwienia mobilności geograficznej, zawodowej czy wirtualnej.
Art. 39. Dyrektywy 2006/123/WE Parlamentu Europejskiego i Rady z dnia 12 grudnia 2006 r. dotycząca usług na rynku wewnętrznym daje możliwość wdrożenia kodeksu postępowania w celu zagwarantowania jakości usług, dzięki monitorowaniu kwalifikacji i kompetencji nabytych, między innymi, poprzez doświadczenie oraz kształcenie ustawiczne.